# ドーパミン
ドーパミン（英: dopamine）は、中枢神経系に存在する神経伝達物質で、アドレナリン、ノルアドレナリンの前駆体でもある。運動調節、ホルモン調節、快の感情、意欲、学習などに関わる。セロトニン、ノルアドレナリン、アドレナリン、ヒスタミン、ドーパミンを総称してモノアミン神経伝達物質と呼ぶ。またドーパミンは、ノルアドレナリン、アドレナリンと共にカテコール基をもつためカテコールアミンとも総称される。医学・医療分野では日本語表記をドパミンとしている。合成された注射製剤が循環器科、救急、集中治療医学、麻酔科学等の領域で頻用されている。

## 概要
統合失調症の陽性症状（幻覚・妄想など）は基底核や中脳辺縁系ニューロンのドーパミン過剰によって生じるという仮説がある。この仮説に基づき薬物療法で一定の成果を収めてきているが、一方で陰性症状には効果が無く、根本的病因としては仮説の域を出ていない。覚醒剤はドーパミン作動性に作用するため、中毒症状は統合失調症に類似する。強迫性障害、トゥレット障害、注意欠陥多動性障害 (ADHD) においてもドーパミン機能の異常が示唆されている。
一方、パーキンソン病では黒質線条体のドーパミン神経が減少し筋固縮、振戦、無動などの運動症状が起こる。また抗精神病薬などドーパミン遮断薬の副作用としてパーキンソン症候群が起こることがある。
中脳皮質系ドーパミン神経は、とくに前頭葉に分布するものが神経回路のグループである報酬系などに関与し、意欲、動機、学習など、課題に取り組む欲と解決による欲の解消を循環する重要な役割を担っていると言われている。新しい知識が長期記憶として貯蔵される際、ドーパミンなどの脳内化学物質が必要になる。陰性症状の強い統合失調症患者や、一部のうつ病では前頭葉を中心としてドーパミンD1の機能が低下しているという仮説がある。
下垂体漏斗系においてドーパミンはプロラクチンなどの分泌抑制因子として働く。そのためドーパミン作動薬は高プロラクチン血症の治療薬として使用され、逆にドーパミン遮断薬（抗精神病薬など）は副作用として高プロラクチン血症を誘発する。
ドーパミン部分作動薬のアリピプラゾール（エビリファイ）は低プロラクチン血症を誘発することが分かっており、高プロラクチン血症の治療効果もある。その副作用として異常性欲や性的倒錯があり、アメリカ食品医薬品局（FDA）は添付文書で黒枠の警告をしている。

## 生合成過程

ドーパミンの生合成経路

ドーパミンの前駆体はL-ドーパである。L-ドーパはフェニルアラニンやチロシンの水酸化によって作られる。
- チロシン→L-ドーパ（L-ジヒドロキシフェニルアラニン）
  - チロシン水酸化酵素 (tyrosine hydroxylase, TH) EC 1.14.16.2
- L-ドーパ→ドーパミン
  - ドーパ脱炭酸酵素（英語版）(DOPA decarboxylase）EC 4.1.1.28

さらに一部のニューロンにおいては、ドーパミンから、ドーパミン-β-モノオキシゲナーゼ (dopamine beta hydroxylase, DBH; あるいは dopamine beta-monooxygenase) EC 1.14.17.1によってノルアドレナリンが合成される。
| ヒトの脳内におけるカテコールアミン類の生合成経路 L-フェニルアラニン L-チロシン L-ドーパ アドレナリン フェネチルアミン p-チラミン ドーパミン ノルアドレナリン N-メチルフェネチルアミン N-メチルチラミン p-オクトパミン シネフリン 3-メトキシチラミン AADC 主経路 PNMT AAAH 脳内 CYP2D6 副経路 COMT DBH ヒトではカテコールアミン類はL-フェニルアラニンから誘導される。 |

## 放出・再取り込み・分解
ニューロンでは、ドーパミンは合成された後、小胞の中へ充填され（中枢神経系では小胞性モノアミン輸送体2 vesicular monoamine transporter 2 (VMAT2, SLC18A2) の働きによる）、活動電位の発生に伴って、放出される。
放出後のドーパミンは、ドーパミン輸送体 (dopamine transporter, DAT, SLC6A3) によって、ドーパミン作動性の軸索に再取り込みされる。その後、カテコール-O-メチル基転移酵素 (catechol-O-methyl transferase, COMT) EC 2.1.1.6およびモノアミン酸化酵素 (monoamine oxidase, MAO) EC 1.4.3.4によって、分解される。酵素による分解を免れたドーパミンは、再び小胞へと充填されて再利用されると考えられている。

## 薬剤
ドーパミンが関係する薬剤には以下のようなものがある。抗精神病薬は、主にドーパミンD2受容体を遮断することで効果を発現する。抗パーキンソン病薬のほとんどは、ドーパミンの前駆体であったりドーパミン受容体を刺激したりすることでドーパミン作動性に働くことで効果を発現する。
末梢において作用するもの
ドーパミン（イノバン、カタボン）：急性循環不全治療薬
ドーパミン作動薬（アゴニスト）
L-ドーパ（ドパストン）、L-ドパ・カルビドパ配合剤（ネオドパストン）、カベルゴリン（カバサール）、ブロモクリプチン（パーロデル）、ケタミン（ケタラール）、メマンチン（メマリー）、アマンタジン（シンメトレル）、メチルフェニデート（リタリン、コンサータ）、アンフェタミン（Adderall）、メタンフェタミン、コカイン、ジゾシルピン（MK-801）など。
ドーパミン部分作動薬（パーシャルアゴニスト）
アリピプラゾール（エビリファイ）、フェンサイクリジン（PCP）など。
ドーパミン拮抗剤（アンタゴニスト）
抗精神病薬（クロルプロマジン、ハロペリドール、オランザピンなど）
ドーパミン放出阻害剤
ミノサイクリン（ミノマイシン）
その他
スルピリド

## 関連人物
- 西昭徳